# 斯塔維謝 (克維特內韋市鎮)
49°57′28″N 29°40′37″E / 49.95778°N 29.67694°E
斯塔維謝（烏克蘭語：Ставище）是位於烏克蘭北部日托米爾州日托米爾區克維特內韋市鎮的村莊，始建於1618年，面積4.95平方公里，海拔高度187米，2001年人口469，人口密度每平方公里94.79人。